# باول بيري (لاعب كرة قدم)
باول بيري (بالإنجليزية: Paul Berry)‏ (8 أبريل 1958 في المملكة المتحدة - ) هو لاعب كرة قدم بريطاني في مركز الوسط. لعب مع أكسفورد يونايتد وويتني تاون ‏.

## وصلات خارجية
- باول بيري (لاعب كرة قدم) على موقع قاعدة بيانات كرة القدم.إي يو (الإنجليزية)